# Tsuko Nakamura
| Entdeckte Asteroiden: 4 | Entdeckte Asteroiden: 4 | Entdeckte Asteroiden: 4 |
| ----------------------- | ----------------------- | ----------------------- |
| Nummer und Name         | Entdeckungsdatum        |                         |
| (6599) Tsuko            | 8. August 1988          |                         |
| (9574) Taku             | 5. Dezember 1988        |                         |
| (23455) Fumi            | 5. Dezember 1988        |                         |
| (48424) Souchay         | 5. Dezember 1988        |                         |
|                         |                         |                         |

Tsuko Nakamura (japanisch 中村 士 Nakamura Tsuko; * 1943) ist ein japanischer Astronom und Asteroidenentdecker.
Er studierte Himmelsmechanik an der astronomischen Fakultät der Universität Tokio. Er arbeitet am Kiso-Observatorium, wo er am 5. Dezember 1988 insgesamt drei Asteroiden entdeckte.
Der Asteroid (6599) Tsuko wurde nach ihm benannt.

## Verwechselungsgefahr
Da beispielsweise in wissenschaftlichen Veröffentlichungen häufig nur der Nachname genannt wird, besteht Verwechslungsgefahr mit dem japanischen Astronomen Akimasa Nakamura und den Amateurastronomen Hiroshi Nakamura und Yuji Nakamura.